# Aleksey Boroday
Aleksei Sergeyevich Boroday foi um cosmonauta da antiga União Soviética, atuando como tal entre os anos de 1979 e 1993. Contudo, Boroday retirou-se do programa espacial soviético sem haver participado de nenhum voo espacial .

## História
Aleksei Boroday nasceu em 28 de julho de 1947 em Borodayevka, nas imediações de Stalingrado, na Rússia, na época parte da União Soviética. Tendo finalizado os estudos em uma escola secundária, Boroday trabalhou algum tempo em uma fábrica, mas começou a praticar aulas de voo em um aeroclube. Com sua experiência em voo, ingressou na Força Aérea Soviética, em 1969 graduando-se como piloto de combate na academia de Kachinskoye. Em 1977, Boroday graduou-se como piloto de testes pela academia de Akhtubinsk e, pouco depois, em 1979, foi selecionado como um dos membros da turma de cosmonautas GKNII. Inicialmente, oito membros foram selecionados para esta turma. Contudo, no decorrer do treino básico, iniciado em janeiro de 1979, um deles (Vadim Oleynikov) seria considerado inapto pelos médicos, enquanto outro (Vladimir Gorbunov) resolveu, por iniciativa própria, desligar-se do programa espacial. Mais tarde, a turma sofreria nova baixa, com a demissão de Nail Sattarov, após realizar manobras não permitidas com um jato. Desta forma, apenas cinco membros da turma de cosmonautas formaram-se como tais, em novembro de 1980. A turma GKNII fora elaborada exclusivamente para formar cosmonautas que voariam ao espaço no ônibus espacial Buran, a primeira nave espacial recuperável soviética, na época em fase de desenvolvimento. Desta forma, os testes e treinamentos iniciados na Cidade das Estrelas pelos membros da turma eram direcionados a habilitá-los para voos naquela nave. Estas atividades de treinamento incluíam uma pesada carga horária de voos em aviões do tipo MIG-29. Os cinco cosmonautas da turma, incluindo Boroday, continuariam seus treinamentos década de 1980 adentro, enquanto o programa do ônibus espacial soviético sofria sucessivos atrasos. Mesmo assim, Aleksei Boroday esteve envolvido em seu desenvolvimento de modo direto, inclusive tendo realizado seis curtos voos de teste de aproximação e aterrissagem com o Buran, dentro da atmosfera terrestre, após a nave ser lançada do dorso de aviões Antonov, à semelhança dos testes realizados com os ônibus espaciais americanos nos Estados Unidos. Em 1987 a turma de Boroday perdeu mais um membro, quando Vladimir Mosolov foi demitido devido ao fato de haver se divorciado da esposa (os dirigentes do programa espacial soviético consideravam que era ruim para a imagem do programa que seus membros fossem vistos como homens que não valorizassem a família). Outras turmas, contudo, existiam também com a finalidade de voar no Buran. Em 1988 foram escolhidos alguns cosmonautas para voar ao espaço com o Buran, em anos vindouros. O nome de Boroday chegou a ser listado para uma das missões, ele atuando como piloto e Ivan Bachurin como comandante. Em 15 de novembro daquele mesmo ano, a nave Buran realizaria seu primeiro voo ao espaço, sem tripulantes, realizando toda a missão por controle remoto. A missão, realizada com pleno êxito, dava esperanças aos cosmonautas envolvidos no programa do ônibus espacial de que em breve eles próprios seriam lançados ao espaço como seus tripulantes. Mais tarde, os soviéticos planejaram lançar o Buran em um novo voo espacial sem tripulantes e colocar em órbita uma nave Soyuz tripulada. No espaço, as duas naves deveriam acoplar-se e os comonautas da Soyuz passar para o Buran, trazendo-o de volta à Terra. Três tripulações foram escolhidas para conduzir a nave Soyuz, sendo que Boroday foi escolhido para fazer parte de uma delas. Contudo, a situação financeira da União Soviética (que pouco depois acarretaria a desintegração do país) impediria novas missões com o Buran. De fato, a nave jamais voltaria ao espaço, com ou sem tripulantes, sendo aposentada definitivamente pouco depois. Desta forma, Aleksei Boroday desligou-se do programa espacial soviético em 29 de dezembro de 1993, uma vez que já não via razões para manter-se como um cosmonauta que nunca voaria ao espaço. Ele então retornou ao cargo de piloto, passando a voar em aeronaves de transporte, incluindo os gigantescos aviões Antonov An-225 Mriya, o mesmo tipo anteriormente usado para transportar o ônibus espacial Buran. Em 8 de outubro de 1996, Boroday comandava um avião de carga ''Antonov An-124 Ruslan'' para Turim, na Itália, quando a aeronave sofreu um acidente. Durante a manobra de pouso, em Turim, o avião perdeu um dos motores, perdeu estabilidade e atingiu o solo com uma das asas, caindo sobre um campo ao lado do aeroporto. No acidente, o copiloto perdeu a vida, enquanto outros tripulantes terminaram seriamente feridos. Boroday permaneceu cinco dias desacordado, recobrando a consciência em um hospital. Apesar de haver sobrevivido, perdeu ambas as pernas, passando a fazer uso de próteses . Desde então, passaria a viver na Cidade das Estrelas .